# Neuried (Bavière)
Pour les articles homonymes, voir Neuried.
Neuried est une commune de Bavière (Allemagne), située dans l'arrondissement de Munich, dans le district de Haute-Bavière.